# ロバート・W・スミス
ロバート・W・スミス（Robert Winston Smith, 1958年10月24日 - 2023年9月21日）は、アメリカ合衆国の作曲家、編曲家、指揮者、音楽教師。主として吹奏楽や映画音楽の作曲家として知られる。

## 略歴
アラバマ州に生まれ、同州トロイのトロイ州立大学に入学、マーチングバンドで首席トランペット奏者を務める傍ら、ポール・ヨーダーに師事して作曲を習う。
トロイ州立大学で音楽学士号を受けて卒業後、スミスはフロリダへ移り、1990年にマイアミ大学で音楽修士号を取得した。また、この時期アルフレッド・リードに師事している。
スミスは1997年にトロイに戻り、トロイ州立大学のバンドディレクターに就任する。以後、音楽産業プログラムの教授を務めながら、同バンドで指揮を行うとともに、多くの楽曲を作曲している。ワーナー・ブラザース出版社（Warner/Chappell Music）の編集者を務めていたが、音楽出版部門のアルフレッド出版社（Alfred Music Publishing）への売却にあわせて職を辞し、バーンハウス社（C. L. Barnhouse Company）に移籍して同社およびそのCDレーベルであるウォーキング・フロッグ・レコードの商品開発担当副社長に就いている。
2023年9月21日、心臓手術の合併症により死去。

## 作品
ロバート・W・スミスの作品はほとんどがワーナー・ブラザース出版社から出版されていたが、バーンハウス社への移籍に伴い、同社およびその提携出版社から出版されるようになった。
- アフリカの儀式と歌、宗教的典礼 Africa: Ceremony, Song and Ritual
- 嵐の中へ Into the storm
- インチョン Inchon - 韓国・仁川のこと。朝鮮戦争に出兵した経験をもつスミスの父親の死去に際し、追悼の意味で作曲された。
- 機関車大追跡 The Great Locomotive Chase
- 交響曲第1番「神曲」 The Divine Comedy (Symphony No. 1) - ダンテの『神曲』をもとにした作品。
  1. 地獄篇 The Inferno
  2. 煉獄篇 Purgatorio
  3. 昇天 The Ascension - 「キリストの昇天」は誤訳
  4. 天国篇 Paradiso
- 交響曲第2番「オデッセイ」 The Odyssey (Symphony No. 2) - ホメロスの叙事詩『イリアス』と『オデュッセイア』をもとにした作品。
  1. イリアド The Iliad
  2. ポセイドンの風 The Winds of Poseidon
  3. カリプソの島 The Isle of Calypso
  4. イサカ Ithaca
- 大地と水と火と空の歌 Songs of Earth, Water, Fire and Sky
- 月への12秒 Twelve Seconds to the Moon
- 天空への挑戦 To Challenge the Sky and Heavens Above
- 伝説のアイルランド Ireland: Of Legend and Lore
- トゥ・ザ・サミット! To the Summit! (Strive for the Highest)
- 船乗りと海の歌 Songs of Sailor and Sea - 「海の男達の歌」の名でも知られる。
- ブラック・ホークが舞うところ Where the Black Hawk Soars
- モニュメント Monument
  1. 大空に向かって To Touch the Sky
  2. 雲のダンス Cloud Dance
  3. コロラドの夢 Colorado Dreams
  4. 開拓者魂と祝典 Pioneer Spirit and Celebration
- 夢の星 The Star of Dreams
- リパカッションズ Repercussions
- アメリカン・ランドスケープ American landscape
- 交響曲第3番「ドン・キホーテ」 Don Quixote (Symphony No. 3)
- 果てしない頂き Eternal Peaks
- 先生、さくら急行に乗る Sensei's Ride on The Cherry Blossom Express - 秋山紀夫の80歳をお祝いして おおみや市民吹奏楽団が委嘱。[2][3]